# 朱利安·路易斯·瓊斯
朱利安·路易斯·瓊斯（英語：Julian Lewis Jones，1968年8月27日—）是一位威爾斯男演員。

## 早年生活
朱利安·路易斯·瓊斯在1968年8月27日出生於威爾斯格温内斯的班戈，並在安格尔西岛的本萊赫長大。他前往倫敦本打算進入皇家戏剧艺术学院學習，但未能通過試鏡。他後來在皇家威爾斯音樂戲劇學院就讀課程，在那裡學習了三年的戲劇。

## 職業生涯
瓊斯曾出現在許多英語和威爾斯語的電視節目中，包括《心之所在》（2002-2005年）和《卡迪夫》（2006年）。2009年，他在克林·伊斯威特的劇情片《不敗雄心》中擔任主演，飾演纳尔逊·曼德拉保鏢團隊的隊長艾蒂安·費德（Etienne Feyder）。
2010年，他在電視劇《都鐸王朝》第4季第1集中飾演理查德·羅珀（Richard Roper）。同年，他在英國電視劇《軍情五處》第9季第3集中飾演俄羅斯間諜維克多·巴倫希克（Viktor Barenshik）。
從2012年起，瓊斯在Sky1劇情喜劇《史黛拉》中飾演卡爾·莫里斯（Karl Morris），並於2012年出現在BBC Two劇情喜劇《大使》的一集中。
他在超級英雄電影《正義聯盟》（2017年）和导演剪辑版的《查克·史奈德之正義聯盟》（2021年）中飾演亞特蘭蒂斯之王亞特蘭。

## 個人生活
朱利安·路易斯·瓊斯與金·瓊絲（Kim Jones）結婚並肓有三個孩子，他們一家現居卡马森郡一個名叫南加雷迪的村莊。
瓊斯是威爾斯獨立運動的支持者，他在2020年6月加入YesCymru。

## 作品列表

### 電影
| 年份 | 標題                       | 角色              | 附註   |
| ---- | -------------------------- | ----------------- | ------ |
| 1999 | 《悲憐大地的情人》         | 懷恩（Wyn）          |        |
| 2001 | 《亞瑟堤》                 | 鬍渣臉（Stubble Face）        |        |
| 2003 | 《我會在你身邊》           | 護理人員          |        |
| 2004 |                            | 史蒂夫（Steve）        | 短片   |
| 2008 | 《玩命追緝：貝克街大劫案》 | 史諾探員（Agent Snow）      |        |
| 2009 | 《不敗雄心》               | 艾蒂安·費德（Etienne Feyder）   |        |
| 2009 |                            | 珀布里克（Purbrick）      | 短片   |
| 2011 | 《迷踪：第9鹰团》          | 卡修斯（Cassius）        |        |
| 2012 | 《艾爾菲·霍普金斯》        | 哈里·霍普金斯（Harry Hopkins） |        |
| 2012 | 《猎杀本·拉登》            | 黑水國際守衛      |        |
| 2015 | 《牛奶樹下》               | 第二個淹死的人    |        |
| 2016 | 《頭顱獵人》 （英語：The Head Hunter）    | 比爾（Bill）          |        |
| 2016 |                            | 達夫羅（Davro）        | 短片   |
| 2017 | 《正義聯盟》               | 古亞特蘭蒂斯國王  |        |
| 2018 | 《穿越生死線》 （英語：Under the Wire）  | 保羅·康羅伊（Paul Conroy）   | 紀錄片 |
| 2019 | 《琼斯先生》               | 瓊斯少校（Major Jones）      |        |
| 2019 | 《反抗者》 （英語：The Rebels）      | 蓋烏斯（Gaius）        |        |
| 2021 |                            | 埃文斯牧師（Reverend Evans）    | 短片   |
| 2021 | 《魘會》                   | 格溫（Gwyn）          |        |
| 2021 | 《查克·史奈德之正義聯盟》  | 古亞特蘭蒂斯國王  | [ 9 ]  |
| 2021 | 《愛的蔓延》               | 傑米A&R（Jamie A&R）       |        |
| 2022 | 《叢林吶喊》               | 戴爾·布萊特（Dale Bright）   |        |

### 電視
| 年份      | 標題                                    | 角色                                              | 電視台                                                                                  | 附註                                                        |
| --------- | --------------------------------------- | ------------------------------------------------- | --------------------------------------------------------------------------------------- | ----------------------------------------------------------- |
| 1995      | A Mind to Kill                          | 制服警長                                          | S4C／Channel 5                                                                          | 單集：“Son of His Works”                                    |
| 1995      | 《士兵啊士兵》                          | 吉米·弗萊克下士（Corporal Jimmy Flack）                               | ITV                                                                                     | 單集：“Hard Lessons”                                        |
| 1995-2013 | 《急診室》                              | 特里·馬歇爾（Terry Marshall）／ 羅伯·巴徹勒（Rob Batchelor）／ 托尼·莫斯（Tony Moss） | BBC One                                                                                 | 3集； 1：“Release” 2：“Before a Fall” 3：“Away in a Manger” |
| 2001      | 《法官》                                | 邁克·莫里斯（Mike Morris）                                   | BBC One Wales                                                                           | 4集                                                         |
| 2002-2005 | 《心之所在》                            | 湯姆·貝雷斯福德（Tom Beresford）                               | ITV1                                                                                    | 主要角色；31集                                              |
| 2004      | 《霍爾比市》                            | 斯圖爾特·米勒（Stuart Miller）                                 | BBC One                                                                                 | 單集：“One More Chance”                                     |
| 2005      | 《特蕾西·比克的故事》                   | 羅恩（Ron）                                          | CBBC                                                                                    | 單集：“We're Off the Map Now”                               |
| 2006      | 《卡迪夫》                              | 邁克·鮑威爾（Mike Powell）                                   | S4C                                                                                     | 3集                                                         |
| 2007      | 《醫者心》                              | 史蒂文·米勒（Steven Miller）                                   | BBC One                                                                                 | 單集：“Paternity”                                           |
| 2007      | 《雙面怪醫》                            | 卡佛（Carver）                                          | BBC One                                                                                 | 電視迷你劇；單集：“Hyde”                                    |
| 2007      | 《代價》                                | 公司高級管理人員（Suit）                              | S4C                                                                                     | 未知集數                                                    |
| 2008      | 《火炬木小组》                          | 亞歷克斯（Alex）                                      | BBC Three／BBC Two／ BBC One／Starz電視台                                               | 單集：“Fragments”                                           |
| 2009      | 《舊日火焰》                            | 查理·戴維斯（Charlie Davies）                                   | ITV1                                                                                    | 2集                                                         |
| 2010      | 《都鐸王朝》                            | 理查德·羅珀（Richard Roper）                                   | BBC Two（英國）／CBC Television（加拿大）／ TV3（愛爾蘭共和國）／Showtime電視網（美國） | 單集：“Moment of Nostalgia”                                 |
| 2010      | 《真身追緝》                            | 德維利爾斯（De Villiers）                                    | ITV1                                                                                    | 單集：“Reparation”                                          |
| 2010      | 《軍情五處》                            | 維克多·巴倫希克（Viktor Barenshik）                               | BBC One／BBC Three                                                                      | 單集：“Episode #9.3”                                        |
| 2012-2016 | 《史黛拉》                              | 卡爾·莫里斯（Karl Morris）                                   | Sky1                                                                                    | 常設角色；36集                                              |
| 2013      | 《聖經故事》                            | 主的使者                                          | 歷史頻道                                                                                | 電視迷你劇；單集：“Homeland”                                |
| 2013      | 《緝兇之路》                            | 邁克·霍蘭德（Mike Holland）                                   | ITV1                                                                                    | 電視迷你劇；主要角色；3集                                   |
| 2013      | 《大使》                                | 邁克·特雷熱（Mike Treasure）                                   | BBC Two                                                                                 | 單集：“The Prince's Trousers”                               |
| 2013      | 《威爾斯出品》 （英語：Made in Wales）               | 看門人                                            | BBC Two                                                                                 | 電視劇短片；單集：“The Plan”                                |
| 2014      | 《諜海浮沉》                            | 吉姆（Jim）                                          | ABC                                                                                     | 電視迷你劇；2集                                             |
| 2015      | 《戰地神探》                            | 詹姆斯·斯塔福德（James Stafford）                               | ITV                                                                                     | 單集：“Elise”                                               |
| 2015      | 《約翰·里弗》                           | 喬迪·默頓（Jordy Merton）                                     | BBC One                                                                                 | 電視迷你劇；單集：“Episode #1.3”                            |
| 2015      | 《只有真相》              | 格威林·普里查德（Gwilym Pritchard）                               | S4C                                                                                     | 2集                                                         |
| 2016      | 《連環驚悚：腐朽天使》 （英語：Serial Thriller: Angel of Decay）       | 比爾（Bill）                                          | OTT平台                                                                                 | 2集                                                         |
| 2016      | 《荒郊疑雲》                            | 路易斯·約翰（Lewis John）                                   | S4C（威爾斯語版本）／BBC One Wales（英語版本）                                          | 單集：“A Poacher's Discovery”                               |
| 2018      | 《沿著旅行拖車》 （英語：Down the Caravan）             | 湯姆（Tom）                                          |                                                                                         | 電視電影                                                    |
| 2018      | 《駭人命案事件》                        | 蓋伊·貝文（Guy Bevan）                                     | ITV                                                                                     | 單集：“The Lions of Causton”                                |
| 2018      | 《這是我的吶喊：威爾斯短片》 （英語：It's My Shout: Short Films from Wales） | 爸爸                                              | BBC Two                                                                                 | 電視劇短片；單集：“Dad”                                     |
| 2020      | 《傑米·約翰遜》                         | 格雷厄姆·西蒙茲（Graham Simmonds）                               | CBBC                                                                                    | 3集                                                         |
| 2020      | 《布林》 （英語：Bryn）                     | 里斯船長（Captain Rees）                                      |                                                                                         | 單集：“Episode #1.2”                                        |
| 2021      | 《憔悴損》 （英語：Bregus）                   | 理查德（Richard）                                        | S4C                                                                                     | 主要角色；5集                                               |
| 2022      | 《龍族前傳》                            | 博蒙德·拜拉席恩公爵（Lord Boremund Baratheon）                           | HBO                                                                                     | 常設角色；2集                                               |

## 外部連結
- 朱利安·路易斯·瓊斯在互联网电影资料库（IMDb）上的資料（英文）